# Parque nacional Mount Revelstoke
El parque nacional Monte Revelstoke es un parque nacional situado junto a la ciudad de Revelstoke, Columbia Británica, Canadá. El parque es relativamente pequeño para tratarse de un parque nacional. Se encuentra en las montañas Selkirk.

## Turismo
El parque es famoso por sus flores silvestres en el verano, que cada año abundan en la parte superior de los prados. Fue por la belleza de los prados tan cerca de la ciudad que en 1914 un grupo de ciudadanos de Revelstoke presionaron en favor de la creación del parque nacional.
Al mismo tiempo, el esquí es una actividad muy popular. Nel Nelsen dio el salto de esquí en Monte Revelsoke, fue uno de los primeros en hacerlo, fue reconocido internacionalmente como uno de los mejores saltos naturales del mundo, varios récords se han establecido ahí.

## Clima
Se pueden encontrar en un ambiente cálido, húmedo el clima. Una variedad de vida animal y vegetal es típico con stands de edad madura cedro rojo occidental y cicuta occidental, un tipo de bosque que está disminuyendo rápidamente fuera de las áreas protegidas. El parque de la selva tropical del interior también tiene una población aislada de banano babosas que marca la frontera oriental de su distribución en América del Norte. 
El parque también protege una pequeña cabaña de montaña de la amenaza de caribú y proporciona hábitat de oso pardo y la cabra montés. El parque es muy diferente de las Montañas Rocosas en el este y las montañas de la costa hacia él.